# 17697 Evanchen
17697 Evanchen este un asteroid din centura principală de asteroizi.

## Descriere
17697 Evanchen este un asteroid din centura principală de asteroizi. A fost descoperit pe 10 martie 1997 la Socorro, New Mexico, în cadrul proiectului LINEAR. Asteroidul prezintă o orbită caracterizată de o semiaxă mare de 3,00 ua, o excentricitate de 0,03 și o înclinație de 10,3° în raport cu ecliptica.